# Sapajou fauve
Sapajus flavius, Cebus flavius
Espèce
Synonymes
- Cebus flavius

Statut de conservation UICN

 EN C2a(i) : En danger
Statut CITES
Le Sapajou fauve (Sapajus flavius) est une espèce de primate de la famille des Cebidae.

## Découverte et dénominations
Le Sapajou fauve aurait été décrit pour la première fois en Occident par le naturaliste allemand Georg Markgraf dans son Historia Naturalis Brasiliae (« Histoire naturelle du Brésil »), publiée en 1648. Il y mentionne sous le nom de « Caitaia » un singe aux poils plus longs que ceux du «Cagui» (=Callithrix jacchus), de couleur jaune vif, à la tête arrondie, à la queue arquée et à l'odeur de musc. Il note également qu'il fallait le manipuler avec douceur, sinon il criait et devenait facilement furieux. En 1774, le zoologiste allemand Johann von Schreber, élève de Linné, décrit un singe similaire à celui de Markgraf qu'il nomme Simia flavia. En 1812, Étienne Geoffroy Saint-Hilaire liste l'espèce de Schreber sous le genre Cebus. Le changement de genre latin entre Simia (féminin) et Cebus (masculin) le conduit à transformer l'épithète spécifique, mais par erreur typographique il le nomme Cebus flavus (sans le « i »).

## Description
Pelage doré brillant. Ligne dorsale brun clair voire brune, discrète et aux frontières diffuses, qui s’arrête à la croupe avant la base de la queue. Dessous chamois-jaune rougeâtre. Extrémités des membres légèrement plus foncées, sans contraste. Premier et dernier tiers du dessous de la queue chamois-jaune, deuxième tiers chamois jaune lavé de rougeâtre sans contraste fort. Barbe chamois-jaune rougeâtre. Front de couleur chamois-jaune blanchâtre. Poils de la couronne chamois jaune, courts (1 à 1,5 cm) et dirigés vers l’arrière, comme chez C. (S.) xanthosternos mais contrairement à C. (S.) libidinosus (poils hérissés), qui donne à la tête un profil frontal arrondi sans touffe ni crête. La couleur des poils de la couronne s’étend jusqu’à la nuque et le haut du dos.

### Mensurations
Corps de 35,1 à 36,8 cm. Queue de 37,8 à 38,4 cm. Poids de 1,8 à 3 kg.

## Répartition et habitat
Le Sapajou fauve évolue sur la façade orientale du Brésil, depuis l'État du Rio Grande do Norte au nord jusqu’à celui de l'Alagoas au sud, en passant par la Paraíba et le Pernambouc. Il est remplacé à l’ouest par Sapajus libidinosus. Son habitat est la mangrove et forêt côtière de la mata Atlântica.

## Écologie et comportement

### Alimentation
Généraliste opportuniste.

### Locomotion
Quadrupède. Queue préhensile.

### Comportements basiques
Diurne. Arboricole.

## Menaces et conservation
Déforestation massive de la Mata Atlântica et chasse.